# Comté de Dardanup
Le Comté de Dardanup  est une zone d'administration locale dans le sud-ouest de l'Australie-Occidentale en Australie à environ 200 km au sud de Perth. 
Le comté est divisé en un certain nombre de localités:
- Burekup
- Dardanup
- Eaton
- Ferguson
- Millbridge
- Paradise
- Picton East
- Waterloo
- Wellington Mill

Le comté a 10 conseillers locaux et n'est pas découpé en circonscriptions.